# وخشک
وخشک یک منطقهٔ مسکونی در افغانستان است که در ولایت بغلان واقع شده‌است.